# Юкалікулево (Дюртюлинський район)
Юкаліку́лево (рос. Юкаликулево, башк. Йүкәлекүл) — село у складі Дюртюлинського району Башкортостану, Росія. Входить до складу Суккуловської сільської ради.
Населення — 364 особи (2010; 395 у 2002).
Національний склад:
- башкири — 66 %